# Bandicam
Bandicam (estilizado como BANDICAM) é um software de captura e gravação de tela de código fechado desenvolvido originalmente pela Bandisoft e posteriormente pela Bandicam Company que pode fazer capturas de tela ou gravar alterações de tela. Bandicam está disponível em Espanhol, Inglês, Francês, Turco, Árabe, Indonésio, Português, Russo, Japonês, Coreano e Alemão.
O Bandicam consiste em três modos principais. Um deles é o modo Gravação de Tela, que pode ser usado para gravar uma área específica na tela do PC. O outro é o modo de Gravação de Jogo, que pode gravar o alvo criado em DirectX ou OpenGL. E o último é o modo de Gravação de Dispositivo, que grava Webcams e dispositivos HDMI.
O Bandicam exibe uma contagem de FPS no canto da tela enquanto a janela DirectX/OpenGL está ativa. Quando a contagem de FPS é exibida em verde, significa que o programa está pronto para gravar e, ao iniciar a gravação, a cor da contagem de FPS muda para vermelho. A contagem de FPS não é exibida quando o programa está gravando no modo de Gravação de Tela. Este software tem uma taxa de quadros máxima de 480 FPS.
O Bandicam é um shareware, o que significa que pode ser testado gratuitamente com funcionalidade limitada (frequentemente chamado de crippleware). A versão gratuita do Bandicam coloca seu nome como uma marca d'água no topo de cada vídeo gravado, e cada vídeo gravado tem duração limitada a 10 minutos. No entanto, os usuários podem ajustar a margem da tela com a tela do vídeo para que a marca d'água fique fora da tela do vídeo.
O vídeo criado pode ser salvo nos formatos AVI ou MP4. O Bandicam também pode capturar capturas de tela e salvá-las como BMP, PNG ou JPEG. O Bandicam possui um modo de gravação de preenchimento automático que pode limitar o processo de captura de vídeo a um tamanho ou valor de tempo especificado.
Ele suporta a aceleração de hardware através do Nvidia NVENC AV1/HEVC/H.264, CUDA, AMD APP AV1/HEVC/H.264 e Intel Quick Sync Video AV1/HEVC/H.264.

## Links externos
- Sítio oficial